# Rodolfo Roberti
Rodolfo Roberti (* 14. Februar 1946 in Rom; † 14. April 2013 ebenda) war ein italienischer Regisseur.
Roberti begann seine Karriere als Assistent von Francesco Maselli, arbeitete dann als Radioregisseur und inszenierte zahlreiche Werbefilme. Sein 1990 entstandener einziger Kinofilm Stiamo attraverso un brutto periodo fand kaum den Weg in die Vorführsäle. Mehr Erfolg hatten seine im dann folgenden Jahrzehnt entstandenen Arbeiten für das italienische Fernsehen. Dabei konnte er neben fiktionalen Stoffen auch Dokumentarisches realisieren. Seine Jazz-Dokumentationen fanden dabei besondere Beachtung.

## Filmografie (Auswahl)
- 1990: Stiamo attraverso un brutto periodo
- 1993: Un amore rubato (Fernsehfilm)
- 1996: Liebe findet ihren Weg (Addio e ritorno) (Fernsehfilm)
- 1997: Verwirrung des Herzens (Dove comincia il sole) (Fernsehserie)